# Кроуфорд, Томас
Томас Кроуфорд (англ. Thomas Crawford; 22 марта 1814, Нью-Йорк — 10 октября 1857, Лондон) — североамериканский скульптор.
В 1835 году отправился в Рим, чтобы учиться у Торвальдсена. С тех пор жил преимущественно в Европе, однако ряд важнейших своих работ сделал и поставил в Америке, — к их числу относятся, прежде всего, колоссальная статуя Вашингтона верхом на коне (в Ричмонде), скульптуры в вашингтонском Капитолии — группа «Свобода и гений Америки» и восемь аллегорических рельефов на дверях, монументальная скульптура «Орфей в поисках Эвридики» (1839), статуя Бетховена в концертном здании в Бостоне и др.
Отец романиста Фрэнсиса Кроуфорда.